# Пере (Верхние Пиренеи)
Пере́ (фр. Péré, окс. Perèr) — коммуна во Франции, находится в регионе Юг — Пиренеи. Департамент — Верхние Пиренеи. Входит в состав кантона Ланнемезан. Округ коммуны — Баньер-де-Бигор.
Код INSEE коммуны — 65356.

## География

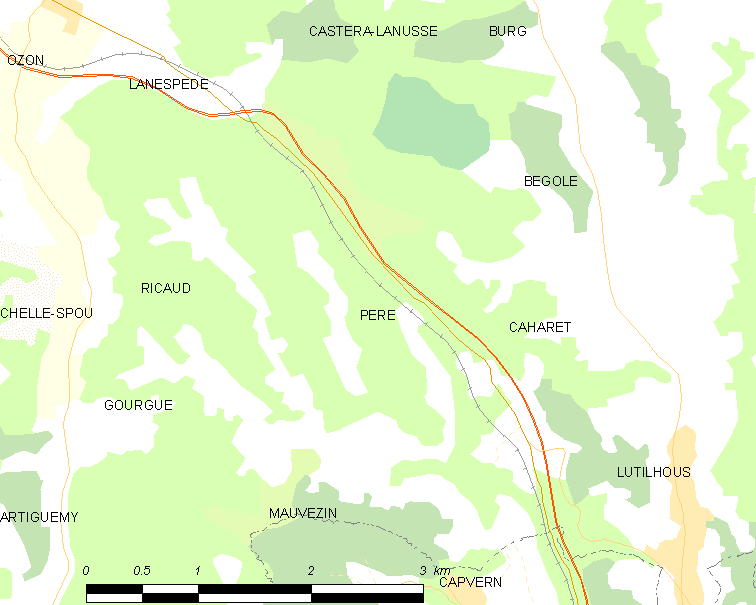
Карта коммуны

Коммуна расположена приблизительно в 660 км к югу от Парижа, в 110 км юго-западнее Тулузы, в 22 км к юго-востоку от Тарба.
По территории коммуны протекает река Лен.

## Климат
Климат умеренно-океанический с солнечной тёплой погодой и обильными осадками на протяжении практически всего года.

## Население
Население коммуны на 2010 год составляло 52 человека.
| 1962 | 1968 | 1975 | 1982 | 1990 | 1999 | 2010 |
| ---- | ---- | ---- | ---- | ---- | ---- | ---- |
| 65   | 62   | 49   | 46   | 45   | 55   | 52   |

## Администрация
| Период | Период | Фамилия        | Партия | Примечания |
| ------ | ------ | -------------- | ------ | ---------- |
| 2001   | 2014   | Роже Камбур    |        |            |
| 2014   | 2020   | Шарль Родригес |        |            |

## Экономика
В 2010 году среди 27 человек трудоспособного возраста (15-64 лет) 22 были экономически активными, 5 — неактивными (показатель активности — 81,5 %, в 1999 году было 79,2 %). Из 22 активных жителей работали 21 человек (12 мужчин и 9 женщин), безработным был 1 мужчина. Среди 5 неактивных 2 человека были учениками или студентами, 1 — пенсионером, 2 были неактивными по другим причинам.

## Достопримечательности
- Виадук Ланеспед (1865—1867 годы). Исторический памятник с 1984 года[4]